# Очковые пингвины
Очковые пингвины (лат. Spheniscus) — род пингвинов, включает в себя четыре вида:
- Spheniscus demersus — Очковый пингвин
- Spheniscus mendiculus — Галапагосский пингвин
- Spheniscus humboldti — Гумбольдтов пингвин
- Spheniscus magellanicus — Магелланов пингвин

Пингвины этого рода похожи между собой окраской и размерами.
Очковый пингвин — самый крупный из очковых пингвинов, обитает у южного побережья Африки. Чуть помельче такие виды, как Магелланов и Гумбольдтов (получивший своё название в честь Александра фон Гумбольдта) пингвины.
Очковый пингвин строит гнезда на берегу, делая норки в песке. Магелланов пингвин обитает на юге Южной Америки. В отличие от очкового строит гнезда далеко от берега, причем норы делает в лесах.
Другое отличие очковых пингвинов — они обитают не в антарктических районах. Галапагосский пингвин вообще живёт в нескольких десятках километров к югу от экватора.